# Katholieke Kerk in Nieuw-Zeeland

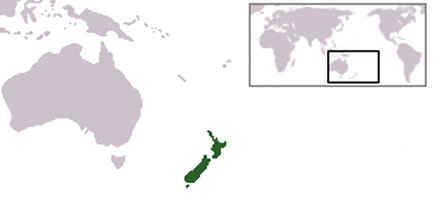
Nieuw-Zeeland

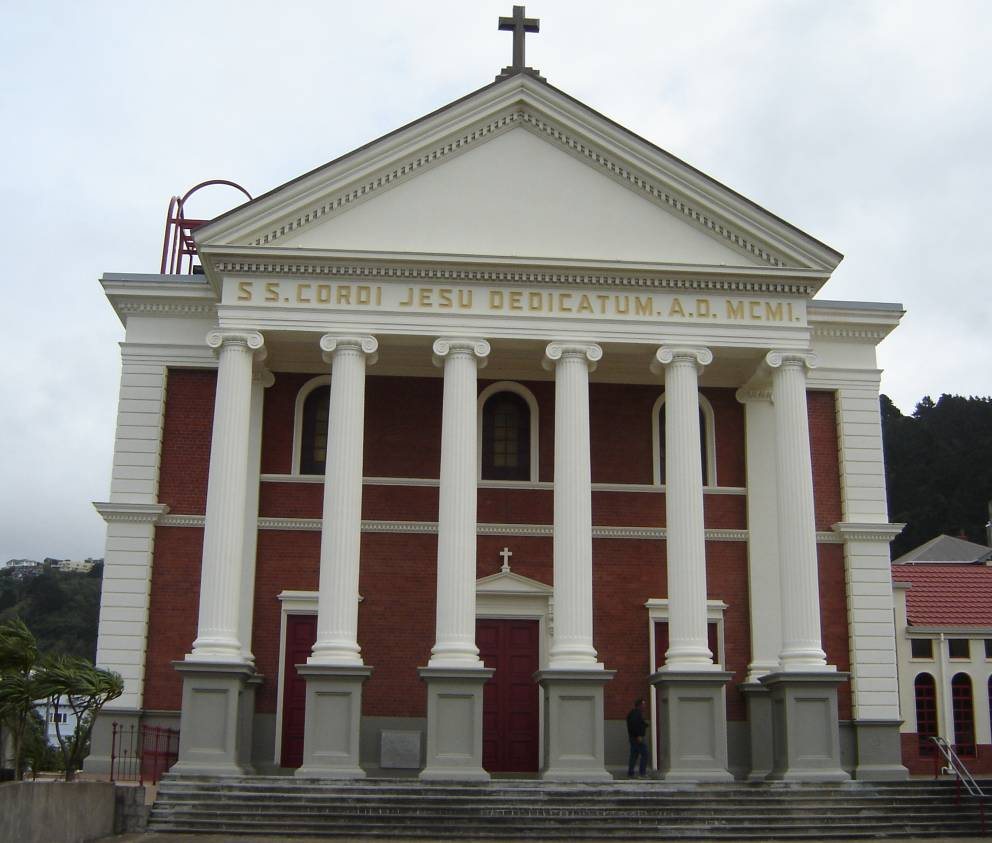
Heilig Hartkathedraal in de hoofdstad Wellington

De Katholieke Kerk in Nieuw-Zeeland is een onderdeel van de wereldwijde Rooms-Katholieke Kerk, onder het geestelijk leiderschap van de paus en de curie in Rome.
Nieuw-Zeeland is overwegend protestants. De eerste katholieken in Nieuw-Zeeland waren geïmmigreerde Ierse boeren. Thans vormen de katholieken ongeveer 15 % van de bevolking. De kerkprovincie Wellington werd in 1887 opgericht en omvat het aartsbisdom Wellington en de bisdommen Auckland, Christchurch, Dunedin, alsook sinds 1966 Rarotonga (voordien apostolisch vicariaat van de Cook Eilanden).  Nederlandse paters assumptionisten oefenden de zielzorg uit onder Nederlandse katholieke immigranten.
In Nieuw-Zeeland werden in 1944 de eerste Maori-priesters gewijd.
Apostolisch nuntius voor Nieuw-Zeeland is sinds 27 juli 2024 aartsbisschop Gábor Pintér, die tevens nuntius is voor Fiji.

## Bisdommen
De Rooms-Katholieke Kerk in Nieuw-Zeeland telt 1 kerkprovincie en 6 bisdommen, waarvan 1 aartsbisdom:
- Kerkprovincie Wellington:
  - Aartsbisdom Wellington
  - Bisdom Auckland
  - Bisdom Christchurch
  - Bisdom Dunedin
  - Bisdom Hamilton in New Zealand
  - Bisdom Palmerston North
- Overig:
  - Militair ordinariaat

## Nuntius
- Apostolisch nuntius
  - Aartsbisschop Novatus Rugambwa (29 maart 2019 - 27 juli 2024)
  - Aartsbisschop Gábor Pintér (27 juli 2024 - heden)

Australië · Cookeilanden · Fiji · Kiribati · Marshalleilanden · Micronesië · Nauru · Nieuw-Zeeland · Palau · Papoea-Nieuw-Guinea · Samoa · Salomonseilanden · Tonga · Vanuatu
Overige gebieden: Amerikaans-Samoa · Frans-Polynesië · Guam · Nieuw-Caledonië · Niue · Noordelijke Marianen · Norfolk · Pitcairneilanden · Tokelau-eilanden · Tuvalu ·  Wallis en Futuna